# Mistrzostwa Wspólnoty Narodów w Zapasach 2009
XI Mistrzostwa wspólnoty narodów w zapasach w rozgrywane były w indyjskim mieście Dźalandhar, w dniach 18 -20 grudnia 2009 roku. Zawody rozegrano na terenie PAP Indoor Stadium.

## Tabela medalowa
Gospodarz zawodów został zaznaczony kolorem.
| Poz.    | Państwo           |    |    |    | Łącznie |
| 1       | Indie             | 16 | 12 | 12 | 40      |
| 2       | Kanada            | 2  | 1  | 6  | 9       |
| 3       | Kamerun           | 2  | 0  | 1  | 3       |
| 4       | Południowa Afryka | 1  | 5  | 7  | 13      |
| 5       | Szkocja           | 0  | 2  | 3  | 5       |
| 6       | Pakistan          | 0  | 1  | 7  | 8       |
| 7       | Australia         | 0  | 0  | 4  | 4       |
| 8       | Anglia            | 0  | 0  | 1  | 1       |
| -       | Nowa Zelandia     | 0  | 0  | 1  | 1       |
| Łącznie | Łącznie           | 21 | 21 | 42 | 84      |

## Rezultaty

### Mężczyźni

#### Styl klasyczny
| Konkurencja         | Złoto            | Srebro            | Brąz                           |
| Kategoria do 55 kg  | Rajender Kumar   | Hari Krishan      | Ali Barashat Carlo van Wyk     |
| Kategoria do 60 kg  | Ravinder Singh   | Anil Kumar        | Marius Loots Farzad Tarash     |
| Kategoria do 66 kg  | Gurbinder Singh  | Sushil Kumar      | Mehrdad Tarash Muhammad Salman |
| Kategoria do 74 kg  | Richard Addinall | Rajbir Chhikara   | Clinton Davies Sanjay Kumar    |
| Kategoria do 84 kg  | Manoj Kumar      | Rajesh Kumar      | Dean van Zyl Richard Ferreira  |
| Kategoria do 96 kg  | Ashok Kumar      | Kakoma Bella-Lufu | Anil Kumar Muhammad Umar       |
| Kategoria do 120 kg | Dharmender Dalal | Andries Schutte   | Rishi Pal Andrew Davidson      |

#### Styl wolny
| Konkurencja         | Złoto                  | Srebro          | Brąz                               |
| Kategoria do 55 kg  | Vinod Kumar            | Anil Kumar      | Aso Palani Ali Barashat            |
| Kategoria do 60 kg  | Rahul Mann             | Balraj Virdi    | Viorel Etko Rajneesh               |
| Kategoria do 66 kg  | Sushil Kumar           | Heinrich Barnes | Amit Kumar Dhankar Muhammad Salman |
| Kategoria do 74 kg  | Narsingh Pancham Yadav | Sumit           | Muhammad Ali Konstantin Ermakovich |
| Kategoria do 84 kg  | Rambir                 | Masoud Yosefi   | Manjot Sandhu Naresh Kumar         |
| Kategoria do 96 kg  | Mausam Khatri          | Muhammad Umar   | Elvis Nfoukau Anil Mann            |
| Kategoria do 120 kg | Rajiv Tomer            | Joginder Kumar  | Arjan Bhullar Imran Ali            |

### Kobiety

#### Styl wolny
| Konkurencja        | Złoto            | Srebro         | Brąz                         |
| Kategoria do 48 kg | Rebecca Muambo   | Nirmala Devi   | Brumilda Leeuw Neha Rathi    |
| Kategoria do 51 kg | Babita Kumari    | Mpho Madi      | Donna Robertson Diana Ford   |
| Kategoria do 55 kg | Geeta Phogat     | Nirmala        | Jayne Clason Emily Bensted   |
| Kategoria do 59 kg | Alka Tomar       | Rajni          | Louisa Salmon Jasmine Barker |
| Kategoria do 63 kg | Justine Bouchard | Anita Sheoran  | Navjot Kaur Zumicke Geringer |
| Kategoria do 67 kg | Megan Buydens    | Ashlea McManus | Suman Kundu Babita           |
| Kategoria do 72 kg | Laure Ali        | Sonja Coetzee  | Erica Wiebe Anmol            |